# Cord Jefferson
Cord Jefferson (Tucson, 26 gennaio 1982) è uno sceneggiatore, regista, giornalista, produttore televisivo e autore televisivo statunitense.

## Biografia
Cord Jefferson è nato a Tucson, in Arizona. Ha frequentato il College di William e Mary di Williamsburg, in Virginia. Dopo aver terminato il college, ha vissuto a Los Angeles e a New York. Tra i suoi primi lavori come giornalista, c'è stato quello di scrivere sia per Stereohyped che per MollyGood. Per diversi anni, ha lavorato come redattore presso Gawker, fino al fallimento finanziario avvenuto nel 2016. Inoltre, ha scritto anche per USA Today, HuffPost, The Root e The New York Times Magazine. Per la televisivo, ha scritto per il programma The Nightly Show with Larry Wilmore e, in seguito, per la serie televisiva Master of None. Dal 2017 al 2019, ha sceneggiato alcune puntate della serie commedia The Good Place. Nel 2020, ha vinto, assieme a Damon Lindelof, il Premio Emmy alla miglior sceneggiatura in una miniserie o film per Watchmen. Nel 2023, ha debuttato alla regia con il film American Fiction, con protagonista Jeffrey Wright. Il film è stato presentato al Toronto International Film Festival l'8 settembre dello stesso anno ed ha vinto il Premio del Pubblico.

## Filmografia

### Sceneggiatore

#### Cinema
- American Fiction, regia di Cord Jefferson (2023)

#### Televisione
- Survivor's Remorse - serie TV, 6 episodi (2014)
- The Nightly Show with Larry Wilmore - programma TV, 196 episodi (2015-2016)
- Master of None - serie TV, 10 episodi (2017)
- The Good Place - serie TV, 25 episodi (2017-2019)
- Watchmen - miniserie TV, 9 episodi (2019)
- Station Eleven - miniserie TV, episodio 1x05 (2021)

### Produttore

#### Cinema
- American Fiction, regia di Cord Jefferson (2023)
- The Disruptors, regia di Adam Frucci (2024)

#### Televisione
- The Good Place - serie TV, 13 episodi (2019-2020)
- Master of None - serie TV, 5 episodi (2021)
- Station Eleven - miniserie TV, 2 episodi (2021-2022)

### Regista
- American Fiction, regia di Cord Jefferson (2023)

## Riconoscimenti
- Premio Oscar
  - 2024 - Candidatura al miglior film per American Fiction
  - 2024 - Miglior sceneggiatura non originale per American Fiction
- Premio Emmy
  - 2020 - Miglior sceneggiatura in una miniserie o film per Watchmen[11]
- Toronto International Film Festival
  - 2023 - Premio del Pubblico per American Fiction